# Ouhroïdy
Ouhroïdy (ukrainien : Угроїди, russe : Угроеды) est une commune urbaine de l'oblast de Soumy, en Ukraine. Elle compte 1 883 habitants en 2021.